# Carmen Voicu-Jagodzinsky
Carmen Voicu-Jagodzinsky (ur. 25 kwietnia 1981 w Bukareszcie) – rumuńska szachistka, arcymistrzyni od 2006 roku.

## Kariera szachowa
Pierwsze sukcesy na arenie międzynarodowej zaczęła odnosić na początku lat 90. XX wieku. W 1991 r. zdobyła w Warszawie tytuł mistrzyni świata, a w Mamai – brązowy medal mistrzostw Europy (w obu przypadkach w kategorii do 10 lat). Kolejny medal zdobyła w 1993 r. w Bratysławie, gdzie na MŚ do 12 lat zajęła III miejsce. W turniejach z cyklu MŚ i ME juniorek startowała do 1998 r., nie osiągając dalszych sukcesów medalowych. W 1998 r. zwyciężyła w kołowym turnieju w Tapolcy. W 2001 r. zdobyła tytuł wicemistrzyni Rumunii juniorek do 20 lat.
Normy na tytuł arcymistrzyni wypełniła w Ałuszcie (w latach 2005 i 2006) oraz w Iljiczewsku (2006). W 2006 r. zajęła również II m. (za Oksaną Wozowik) w kołowym turnieju w Charkowie. W 2008 r. zajęła III m. w Rijece (za Marią Caroliną Lujan i Iulią-Ionelą Ionicą).
Wielokrotnie reprezentowała Rumunię w turniejach drużynowych, m.in.:
- dwukrotnie na olimpiadach szachowych (w latach 2008, 2010)[1],
- na drużynowych mistrzostwach świata (w roku 2013)[2],
- czterokrotnie na drużynowych mistrzostwach Europy (w latach 2007, 2009, 2011, 2013)[3].

Najwyższy ranking w dotychczasowej karierze osiągnęła 1 stycznia 2007 r., z wynikiem 2359 punktów dzieliła wówczas 98-99. miejsce na światowej liście FIDE, jednocześnie zajmując 4. miejsce wśród rumuńskich szachistek.